# أودلانير سوليس
أودلانير سوليس (بالإسبانية: Odlanier Solís)‏ مواليد 5 أبريل 1980 في هافانا، هو ملاكم كوبي يصنف ضمن فئة الوزن الثقيل بدأ مسيرته الاحترافية سنة 2007. حقق الميدالية الذهبية في الألعاب الأولمبية الصيفية 2004.

## إحصائيات
خاض خلال مسيرته 25 نزالا، فاز في 22 وخسر في 3. فاز بالضربة القاضية في 14 نزالا.

## الميداليات
| الميدالية | المسابقة                       |
| --------- | ------------------------------ |
| ذهبية     | الألعاب الأولمبية الصيفية 2004 |
| ذهبية     | دورة الألعاب الأمريكية 1999    |
| ذهبية     | دورة الألعاب الأمريكية 2003    |

## روابط خارجية
- أودلانير سوليس على موقع بوكس ريك (الإنجليزية) (registration required)
- أودلانير سوليس على موقع اللجنة الأولمبية الدولية (الإنجليزية)
- أودلانير سوليس على موقع أوليمبيديا (الإنجليزية)